# Fran Karačić
Fran Karačić (Zagreb, 12. svibnja 1996.) australsko-hrvatski je nogometaš koji igra na poziciji desnog beka. Trenutačno igra za Hajduk Split. Igra desnom nogom.

## Klupska karijera
Igrao je za Kustošiju, Zagreb, Lučko, Lokomotivu Zagreb, Dinamo Zagreb, Bresciju,  Rudeš i Hajduk Split.

## Reprezentativna karijera
Za omladinske uzraste nastupao je u hrvatskoj reprezentaciji do 21 godine. Prvu utakmicu odigrao je 31. kolovoza 2017. godine protiv Moldavije u kvalifikacijama za europsko prvenstvo 2019. godine. Postigao je dva pogotka, protiv Češke i protiv Moldavije, također u istom kvalifikacijskom ciklusu.
Australski izbornik Bert Van Marwijk na preporuku pomoćnika Ante Miličića stavio ga je na preliminarni popis igrača za Svjetsko nogometno prvenstvo u Rusiji 2018. godine. Premda Karačić nikada nije bio u Australiji, ima australsko državljanstvo preko oca koji je rođen u Australiji. S obzirom na dosadašnje Karačićevo neigranje za A selekciju hrvatske reprezentacije i australsko državljanstvo Karačić je prihvatio poziv. Karačić je ostao na popisu za SP i nakon skraćivanja popisa. Karačić je prvi puta nastupio za Australiju u lipnju 2021. godine.

## Vanjske poveznice
- Profil, Soccerway (engl.)
- Profil, Transfermarkt (njem.)